# Matthew Gotel
Matthew Gotel (Tacoma, 2 gennaio 1999) è un giocatore di football americano statunitense che milita nel ruolo di nose tackle per i Seattle Seahawks della National Football League (NFL).

## Carriera

### Seattle Seahawks
Dopo non essere stato scelto nel Draft NFL 2022, Gotel partecipò al minicamp dei rookie dei Seattle Seahawks, dopo il quale la squadra gli offrì un contratto. Fu svincolato il 20 agosto 2022.

### Atlanta Falcons
Gotel passò brevemente agli Atlanta Falcons nel 2022 prima di venire svincolato.

### San Antonio Brahmas
Dopo essere stato scelto nel Draft XFL 2023, Gotel si unì ai San Antonio Brahmas della XFL. Riuscì a entrare nel roster per l’inizio della stagione, in cui disputò tutte le 10 partite, mettendo a segno 23 tackle.

### Ritorno agli Atlanta Falcons
Gotel rifirmò con i Falcons il 4 agosto 2023. Fu svincolato tre giorni dopo.

### Ritorno ai Seattle Seahawks
Gotel firmò con i Seattle Seahawks il 17 agosto 2023. Fu svincolato prima dell’inizio della stagione ma rifirmò con  la squadra di allenamento. Fu svincolato il 10 novembre ma rifirmò il 1º gennaio 2024. Fu promosso nel roster attivo per la gara dell’ultimo turno contro gli Arizona Cardinals ma non scese in campo. L’8 gennaio 2024 firmò un nuovo contratto come riserva.